# Kertussjön
Kertussjön är en sjö i Finland. Den ligger i kommunen Evijärvi i landskapet Södra Österbotten, i den centrala delen av landet, 400 km norr om huvudstaden Helsingfors. Kertussjön ligger 58,3 meter över havet. I omgivningarna runt Kertussjön växer i huvudsak blandskog. Arean är 3,89 kvadratkilometer och strandlinjen är 26,41 kilometer lång. Sjön  ingår i Purmo å huvudavrinningsområde. 